# Udea carniolica
Udea carniolica is een vlinder uit de familie van de grasmotten (Crambidae), uit de onderfamilie van de Spilomelinae. De wetenschappelijke naam van deze soort is voor het eerst voorgesteld door Peter Huemer en Gerhard Tarmann in een publicatie uit 1989.
De soort komt voor in de alpen van Zwitserland, Oostenrijk en Italië.